# Kielmeyera abdita
Kielmeyera abdita är en tvåhjärtbladig växtart som beskrevs av N. Saddi. Kielmeyera abdita ingår i släktet Kielmeyera och familjen Calophyllaceae. Utöver nominatformen finns också underarten K. a. linearifolia.